# ソポチャニ修道院

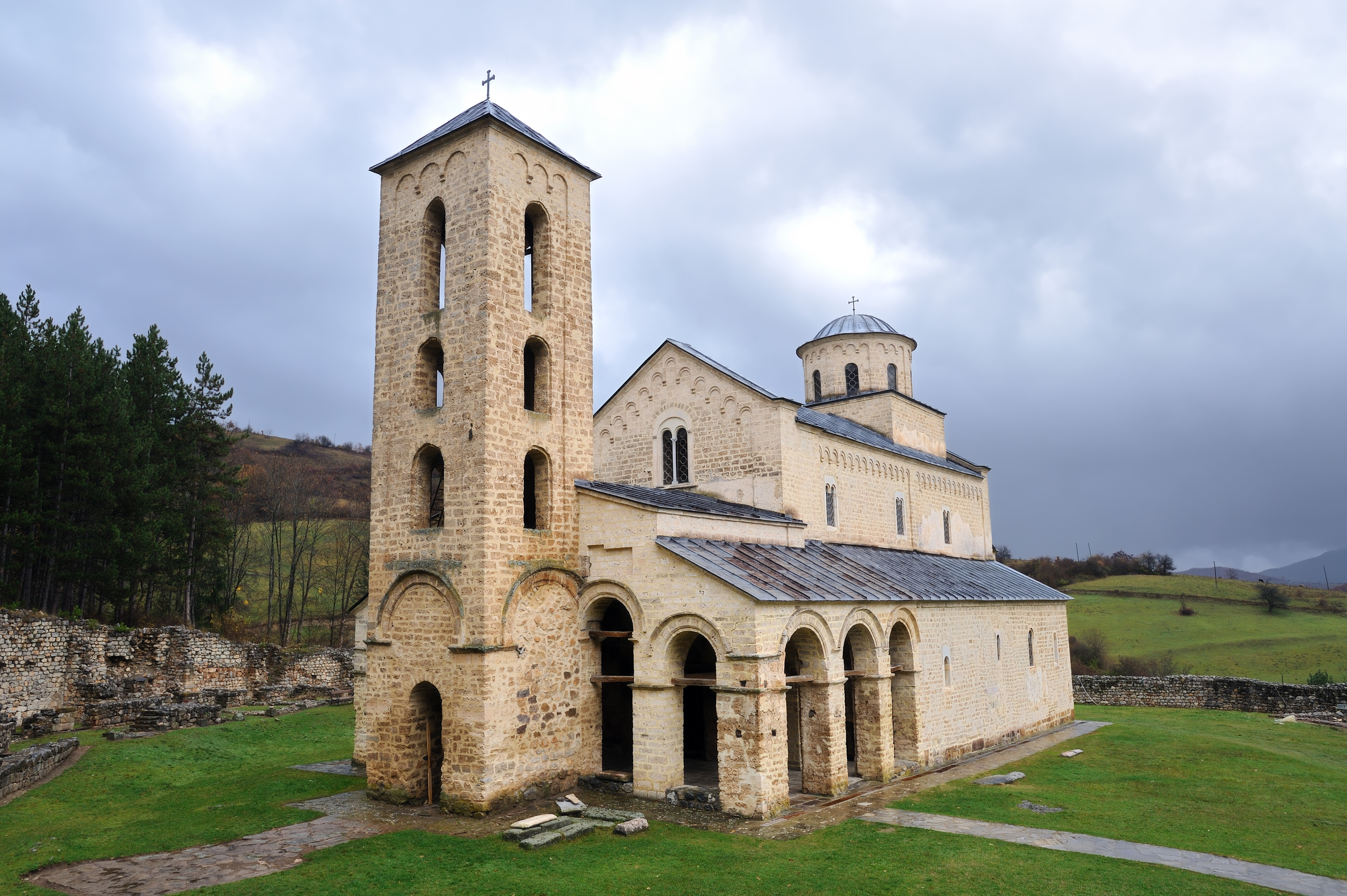
ソポチャニ修道院

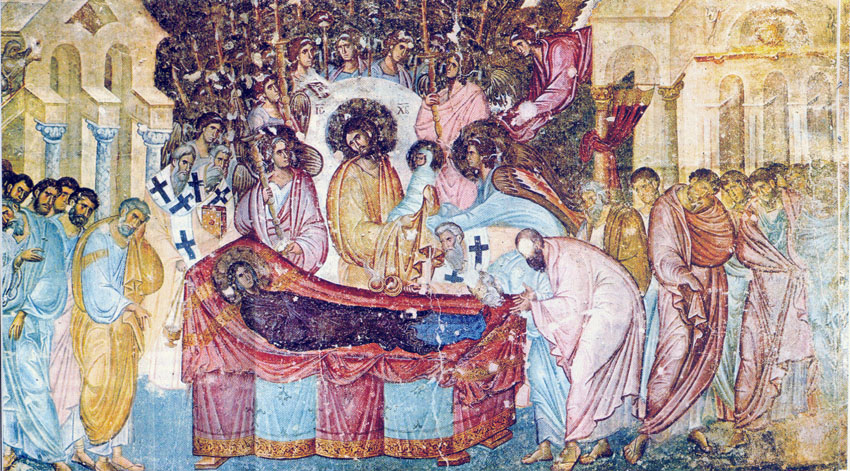
生神女の就寝

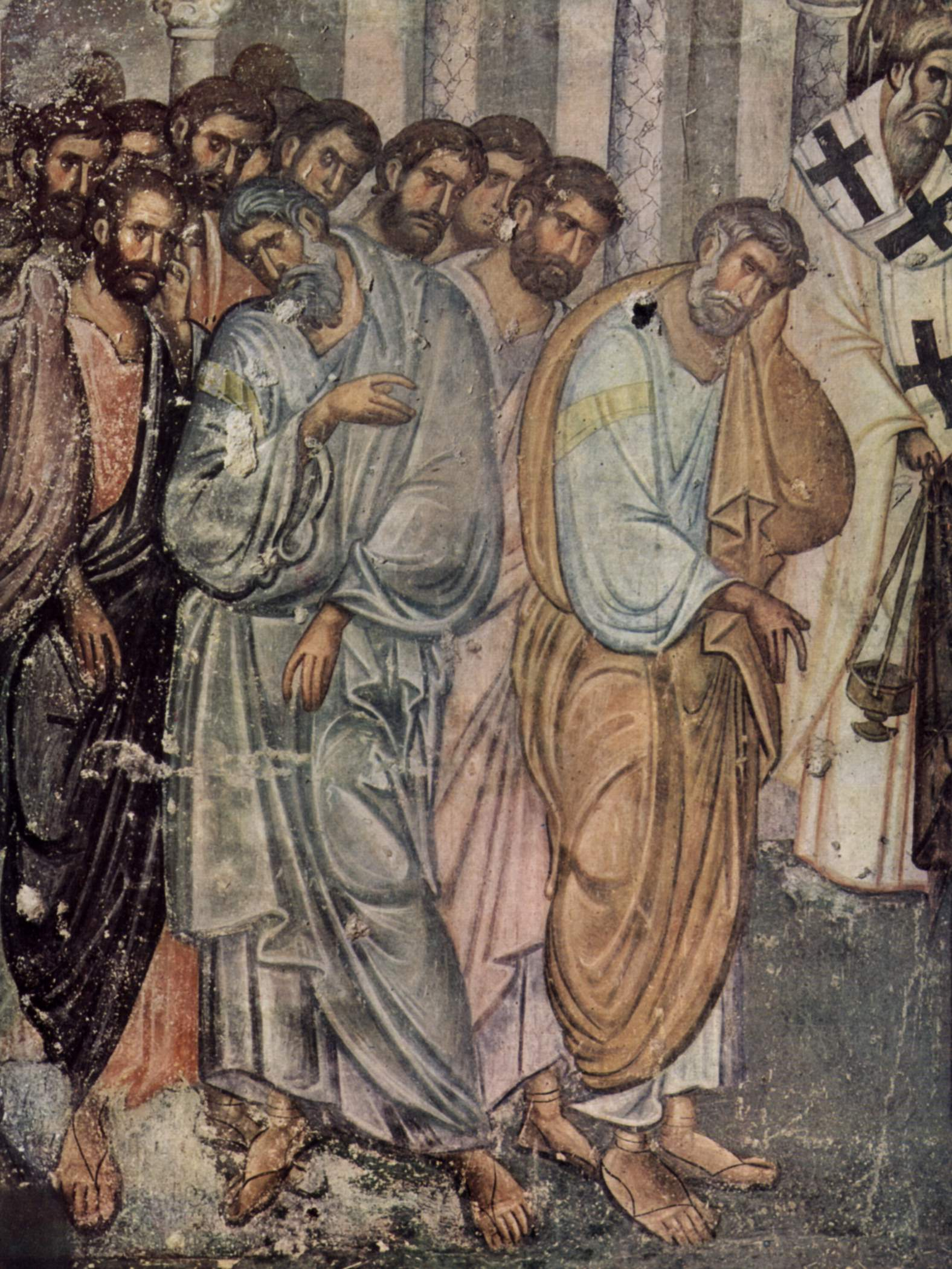
ソポチャニのフレスコ画

ソポチャニ修道院（ソポチャニしゅうどういん、セルビア語:Манастир Сопоћани / Manastir Sopoćani）は、13世紀後半にセルビア王国の中心地域であったラス地方に、ステファン・ウロシュ1世（King Stefan Uroš I）の寄進で建てられた正教会の修道院である。ラシュカ川の源流近くに位置している。
付属聖堂は至聖三者に献堂され、1265年頃に完成した。内装が飾りつけられたのはその少し後である。祭壇の大主教の行進には、1263年にセルビア正教会の首座主教となった大主教聖サヴァ2世（Sava II）が表現されている。
中世セルビア美術の専門家の中には、ソポチャニのフレスコ画はこの時期のものとして最も美しいと評価している者もいる。身廊の西側の壁に描かれているのが、名高いフレスコ画作品『生神女の就寝』である。
16世紀に修道士たちは、オスマン帝国の脅威とそれに起因する出来事によって、一時的に修道院を離れざるをえなかった。最終的には1689年の襲撃の際にオスマン帝国軍は修道院に火を放ち、聖堂の屋根の鉛が持ち去られた。修道士たちもいくつかの重要な遺品を持ってコソボに避難したが、それらはソポチャニに戻されることはなかった。破壊された修道院はその後200年以上省みられる事がなく、徐々に朽ちていった。ヴォールトは凹み、ドームは崩落し、周辺建造物の遺跡も土や瓦礫に埋もれるといった具合であった。
20世紀にようやく修復され、今日では献身的な修道士たちによって落ち着いた佇まいを見せている。ソポチャニ修道院に残るフレスコ画は、廃れていた200年以上にわたり、野ざらしになっていたにもかかわらず、今なおその美しい姿を輝かせている。
1979年に、スタリ・ラスの遺跡などとともに、「スタリ・ラスとソポチャニ」の一部としてユネスコの世界遺産に登録された。